# Коцур Свирид Дементійович
Коцур Свирид Дементійович (*13 грудня 1890, Суботів, Чигиринський повіт, Київська губернія  — †15 квітня 1920, Знам'янка, Олександрійський повіт, Херсонська губернія) — військовий і громадський діяч, отаман Суботівської сотні Вільного козацтва.

## Біографія

### Ранні роки
Свирид Коцур народився 13 грудня 1890 року в багатодітній родині у селі Суботів Чигиринського повіту. Його старший брат Петро у роки Першої російської революції був одним з організаторів таємної організації «Українська Народна Оборона». Організація прагнула «питання національне і земельне злити в одне», «усіма засобами сприяти революційному повстанню, повалити самодержавство і проголосити автономію України. У серпні 1906 року Петро Коцур був заарештований за звинуваченням у причетності до «Всеобщего крестьянского союза». За переказами, вже в роки першої революції Свирида затримувала поліція під час поширення антидержавних листівок. А вже під час Першої світової війни Свирид Коцур у складі анархічної групи грабував банк у Катеринославі. Був затриманий і засуджений до страти. Після «касації» вирок замінено десятьма роками каторги.

### Громадянська війна
Після Лютневої революції 1917 року повернувся з Сибіру до Суботова і поринув у суспільно-політичну роботу. Був прекрасним оратором, умів запалювати людей. Делегат Першого з'їзду Вільного козацтва (жовтень 1917). У 1918 року очолив на Чигиринщині боротьбу проти гетьманців та їхніх союзників-німців. А на початку січня 1919 року загін Свирида Коцура виступив проти Директорії і захопив Чигирин. Курінь Червоного козацтва під командуванням Коцура став опорою совєтської влади на Чигиринщині. В лютому 1919 р. курінь мав на озброєнні 900 гвинтівок, 12 кулеметів і 3 гармати. На дільниці залізниці Знам'янка — Бобринська діяв коцурівський бронепотяг «Зірниця».
На початку березня 1919 р. Чигиринський курінь «червоного козацтва» Свирида Коцура вирушив на фронт для боротьби проти Армії УНР. Із боями пройшов шлях від Фундукліївки до Волочиська. У червні 1919 р. Чигиринський курінь «червоного козацтва» реорганізовано в 414-й полк, який отримує завдання ліквідувати полк гайдамаків Холодного Яру. Спроба холодноярців роззброїти загони Коцура, що поверталися з фронту, була невдалою.
Наприкінці червня С. Коцур, підтриманий червоними частинами, повів наступ на Холодний Яр із боку Суботова, захопив Медведівку і рушив на Мельники. Холодноярці відбили наступ, втративши при цьому 11 чоловік. Втрати коцурівців сягали 80 чоловік убитими.
Брат Свирида Петро Коцур ще на початку 1900-х років був одним з активістів утвореної на Чигиринщині Української народної оборони, яка виникла на основі УПСР із метою поєднати національне і земельне питання, підняти загальноукраїнське повстання, здобути автономію України.
У 1919–1920 роках брати Коцури — учасники багатьох боїв проти денікінців, а пізніше — проти червоних.
У вересні 1919 р. Свирид Коцур зі своїм загоном влився до Повстанської армії Нестора Махна. У лютому 1920 року Коцури — знову в конфлікті з УНР. В Армії УНР Зимового походу було навіть видано наказ, що «всі відділи Коцура вважати за ворожі до нас і при нагоді роззброювати». Так, 18—19 лютого частини Запорозької дивізії роззброїли коцурівську охорону міста Кам'янка.

### Загибель
Наприкінці березня більшовики завдали ударів коцурівським загонам і не пізніше 27 березня вибили з Чигирина. Згідно з офіційною версією, Коцура було захоплено в полон і незабаром розстріляно на станції Знам'янка, про що було офіційне оголошення в комуністичній пресі. Існує й версія, що йому вдалося вирватися з полону (завдяки червоному командиру, з яким колись відбував каторгу) та емігрувати в Болгарію, а потім до Франції.
У травні 1920 р. загін Петра Коцура (150–200 осіб) зробив спробу захопити Чигирин. Діяв принаймні до 16 липня 1923 року.
Олександр Солодар зафіксував розповідь суботівчан про те, що якийсь «білий чоловік» приїжджав у 1980-х роках до Іллінської церкви, що в Суботові, на цвинтар, відвідував могили рідних, які поховані поруч із церквою. Старожили стверджували, що той чоловік був дуже схожий на Свирида Коцура.

## Зовнішність
Полковник Стефанів, що вів переговори зі Свиридом Коцуром, описував його так: 
|  | Років із 28, у національному, що переходило в опереткове, убранню, фізично добре розвинений, він хотів робити вражіння на опонента своєю зовнішністю. Саме місто Чигирин, де він отаманував, робило вражіння вмерлого міста. Влада Коцура поширювалась на 4 околишніх великих селища, з котрих одно було його рідним, решта околиці його не визнавала і ставилася до нього одверто вороже. |

## В літературі
Про нього згадує у своєму романі «Холодний Яр» письменник Юрій Горліс-Горський.